# Spirit on Parole
Spirit on Parole är det svenska indierockbandet Cobolts andra studioalbum, utgivet på svenska skivbolaget Ampersand Records 1998 och på spanska Locomotive Records året efter.

## Låtlista
1. "Who Will Bail Me Out"
2. "The Atlantic Ocean Takes Her Back"
3. "No Plans to Live"
4. "Little Boxes All the Same"
5. "Great American Lies"
6. "Sad Song of Love"
7. "Man or Mouse"
8. "The Warm Red Glow from Bedroom Lights"
9. "Shadows Growing Monster Size"
10. "Diminuendo"

### Fotnoter
1. ↑  ”Spirit on Parole”. Discogs.com. http://www.discogs.com/Cobolt-Spirit-On-Parole/release/2386721. Läst 3 april 2012.